# Paral·lel 55° nord
El paral·lel 55° nord és una línia de latitud que es troba a 55 graus nord de la línia equatorial terrestre. Travessa Europa, Àsia, l'Oceà Pacífic, Amèrica del Nord l'oceà Atlàntic.

## Geografia
En el sistema geodèsic WGS84, al nivell de 55° de latitud nord, un grau de longitud equival a 63,994 km; la longitud total del paral·lel és de 23.038 km, que és aproximadament 57,5% de la de l'equador, del que es troba a 6.097 km i a 3.905 km del pol Nord
Com tots els altres paral·lels a part de l'equador, el paral·lel 55° nord no és un cercle màxim i no és la distància més curta entre dos punts, fins i tot si es troben al mateix latitud. Per exemple, seguint el paral·lel, la distància recorreguda entre dos punts de longitud oposada és 11.519 km; després d'un cercle màxim (que passa pel Pol Nord), només és 7.810 km.

## Durada del dia
En aquesta latitud, el sol és visible durant 17 hores i 22 minuts a l'estiu, i 7 hores i 10 minuts en solstici d'hivern.

## Arreu del món
Començant al meridià de Greenwich i dirigint-se cap a l'est, el paral·lel 55º passa per:
| Coordenades                               | País, territori o mar  | Notes |
| ----------------------------------------- | ---------------------- | --- |
| 55° 0′ N, 0° 0′ E / 55.000°N,0.000°E      | Mar del Nord           | |
| 55° 0′ N, 8° 21′ E / 55.000°N,8.350°E     | Alemanya               | Illa de Sylt, prop del punt més septentrional d'Alemanya |
| 55° 0′ N, 8° 23′ E / 55.000°N,8.383°E     | Mar de Wadden          | |
| 55° 0′ N, 8° 39′ E / 55.000°N,8.650°E     | Dinamarca              | Jutlàndia (terra ferma) i l'illa d'Als |
| 55° 0′ N, 9° 58′ E / 55.000°N,9.967°E     | Petit Belt             | |
| 55° 0′ N, 10° 27′ E / 55.000°N,10.450°E   | Dinamarca              | illes de Skarø, Tåsinge i Langeland |
| 55° 0′ N, 10° 54′ E / 55.000°N,10.900°E   | Gran Belt              | |
| 55° 0′ N, 11° 5′ E / 55.000°N,11.083°E    | Smålandsfarvandet      | |
| 55° 0′ N, 11° 53′ E / 55.000°N,11.883°E   | Dinamarca              | illes de Sjælland i Møn |
| 55° 0′ N, 12° 32′ E / 55.000°N,12.533°E   | Mar Bàltic             | |
| 55° 0′ N, 14° 59′ E / 55.000°N,14.983°E   | Dinamarca              | Illa de Bornholm |
| 55° 0′ N, 15° 6′ E / 55.000°N,15.100°E    | Mar Bàltic             | |
| 55° 0′ N, 20° 33′ E / 55.000°N,20.550°E   | Rússia                 | Óblast de Kaliningrad - passa a través de la llacuna de Curlàndia |
| 55° 0′ N, 22° 38′ E / 55.000°N,22.633°E   | Lituània               | |
| 55° 0′ N, 26° 13′ E / 55.000°N,26.217°E   | Belarús                | |
| 55° 0′ N, 30° 58′ E / 55.000°N,30.967°E   | Rússia                 | passa a través de Novossibirsk |
| 55° 0′ N, 68° 12′ E / 55.000°N,68.200°E   | Kazakhstan             | |
| 55° 0′ N, 71° 1′ E / 55.000°N,71.017°E    | Rússia                 | |
| 55° 0′ N, 135° 24′ E / 55.000°N,135.400°E | Mar d'Okhotsk          | |
| 55° 0′ N, 136° 47′ E / 55.000°N,136.783°E | Rússia                 | Illa Feklistova |
| 55° 0′ N, 137° 4′ E / 55.000°N,137.067°E  | Mar d'Okhotsk          | |
| 55° 0′ N, 137° 26′ E / 55.000°N,137.433°E | Rússia                 | Illa Bolshoy Shantar |
| 55° 0′ N, 138° 11′ E / 55.000°N,138.183°E | Mar d'Okhotsk          | |
| 55° 0′ N, 155° 35′ E / 55.000°N,155.583°E | Rússia                 | Kamtxatka |
| 55° 0′ N, 161° 59′ E / 55.000°N,161.983°E | Oceà Pacífic           | |
| 55° 0′ N, 166° 8′ E / 55.000°N,166.133°E  | Rússia                 | Illa de Bering |
| 55° 0′ N, 166° 23′ E / 55.000°N,166.383°E | Mar de Bering          | Passa al nord de l'illa Medni, Rússia |
| 55° 0′ N, 163° 57′ O / 55.000°N,163.950°O | Estats Units           | Alaska - Unimak i la península d'Alaska |
| 55° 0′ N, 162° 34′ O / 55.000°N,162.567°O | Oceà Pacífic           | Golf d'Alaska - passa al sud de les illes Dolgoi i Unga, Alaska, Estats Units |
| 55° 0′ N, 160° 8′ O / 55.000°N,160.133°O  | Estats Units           | Alaska - Nagai |
| 55° 0′ N, 160° 4′ O / 55.000°N,160.067°O  | Oceà Pacífic           | Golf d'Alaska |
| 55° 0′ N, 159° 25′ O / 55.000°N,159.417°O | Estats Units           | Alaska – Little Koniuji |
| 55° 0′ N, 159° 21′ O / 55.000°N,159.350°O | Oceà Pacífic           | Golf d'Alaska |
| 55° 0′ N, 133° 9′ O / 55.000°N,133.150°O  | Estats Units           | Alaska - Illes Dall, Sukkwan i Príncep de Gal·les |
| 55° 0′ N, 131° 59′ O / 55.000°N,131.983°O | Estret de Clarence     | |
| 55° 0′ N, 131° 36′ O / 55.000°N,131.600°O | Estats Units           | Alaska – illa Annette i illa Duke |
| 55° 0′ N, 131° 15′ O / 55.000°N,131.250°O | Canal de Revillagigedo | |
| 55° 0′ N, 131° 0′ O / 55.000°N,131.000°O  | Estats Units           | Alaska – Sud-est d'Alaska |
| 55° 0′ N, 130° 15′ O / 55.000°N,130.250°O | Canadà                 | Colúmbia Britànica – Illa Pearse i terra ferma Alberta Saskatchewan Manitoba Ontario |
| 55° 0′ N, 82° 16′ O / 55.000°N,82.267°O   | Badia de Hudson        | |
| 55° 0′ N, 78° 28′ O / 55.000°N,78.467°O   | Canadà                 | Quebec Terranova i Labrador - per uns 12 km Quebec Terranova i Labrador - per uns 5 km Quebec - per uns 3 km Terranova i Labrador Quebec Terranova i Labrador - terra ferma i les illes Adlavik |
| 55° 0′ N, 58° 40′ O / 55.000°N,58.667°O   | Oceà Atlàntic          | |
| 55° 0′ N, 8° 33′ O / 55.000°N,8.550°O     | Irlanda                | Illa d'Arranmore i terra ferma |
| 55° 0′ N, 7° 24′ O / 55.000°N,7.400°O     | Regne Unit             | Irlanda del Nord (passa a través de la ciutat de Derry) |
| 55° 0′ N, 5° 59′ O / 55.000°N,5.983°O     | Canal del Nord         | |
| 55° 0′ N, 5° 10′ O / 55.000°N,5.167°O     | Regne Unit             | Escòcia (travessa Gretna) Anglaterra (passa a través de l'àrea urbana de Newcastle-upon-Tyne)                                                                                                   |
| 55° 0′ N, 1° 25′ O / 55.000°N,1.417°O     | Mar del Nord           | |